# Love, Guaranteed
Love, Guaranteed è un film statunitense del 2020 diretto da Mark Steven Johnson.

## Trama
Susan è una brillante e giovane avvocatessa il cui studio legale, però, rischia il fallimento. Per far fronte alle spese, Susan accetta suo malgrado il caso di Nick Evans, un ragazzo che vuole denunciare il sito di incontri online “Love, Guaranteed” poiché, dopo quasi mille incontri con altrettante ragazze diverse, non è riuscito ancora a trovare il vero amore, cosa che veniva promessa dalle politiche del sito. Susan inizia a prendere sul serio il caso, tanto da venire costretta ad aprirsi un proprio profilo con cui testare in prima persona tutto ciò, e riesce a portare in tribunale la proprietaria del sito, la ricca e potente Tamara Taylor. Tra Susan ed il suo cliente Nick nasce un forte rapporto di complicità, ma proprio sul più bello, il difensore di Tamara intimida la giovane avvocatessa una volta che ha scoperto del suo profilo sul sito; difatti, se tra i due ci fosse del vero amore, la causa mantenuta da Nick andrebbe di conseguenza ritirata in quanto i due, legalmente, seppure senza farne uso in tal caso, sono iscritti al sito. Susan capisce che è più importante la causa dell’amore (anche dopo aver saputo che Nick donerebbe l’intera cifra del risarcimento ottenuto in beneficenza) e prende le distanza dal giovane. In tribunale le cose si mettono bene per Susan, ma quando viene chiamato a testimoniare Nick, egli preferisce rinunciare alla causa esternando sinceramente i suoi sentimenti verso l’avvocatessa. Tamara Taylor, che vince la causa, offre una somma di 500.000 dollari ai due neo-fidanzati per usare la loro storia e la loro figura come promoter del sito.

## Distribuzione
Il film è stato distribuito sulla piattaforma di streaming online Netflix il 3 settembre 2020.

## Accoglienza

### Critica
L’aggregatore di recensioni online Rotten Tomatoes ha assegnato al film una percentuale di gradimento pari al 56% sulla base di 25 critiche ed un punteggio medio del 4.89/10. Su Metacritic il film ha una valutazione del 39 su 100 sulla base di 6 recensioni professionali.